# Jabari Parker
Jabari Ali Parker (ur. 15 marca 1995 w Chicago) – amerykański koszykarz grający na pozycji niskiego, a także silnego skrzydłowego.
W 2013 wystąpił w trzech meczach gwiazd amerykańskich szkół średnich – McDonald’s All-American, Jordan Classic i Nike Hoop Summit, w drugim z wymienionych został wybrany MVP. Został też kilkukrotnie wybrany najlepszym zawodnikiem amerykańskich szkół średnich przez wiele rozmaitych organizacji i magazynów (Morgan Wootten National Player of the Year - 2013, Gatorade Player of the Year - 2012) oraz stanu Illinois (Illinois Gatorade Player of the Year - 2012, 2013, Illinois Mr. Basketball - 2012, 2013). Został także zaliczony do I składu Parade All-American (2013) oraz USA Today All-USA (2012, 2013).
Jeden sezon spędził jako gracz uniwersytetu Duke, w drużynie Blue Devils. W drafcie 2014 został wybrany z drugim numerem przez Milwaukee Bucks. W pierwszym oficjalnym meczu dla Bucks, przeciwko Charlotte Hornets, przegranym po dogrywce 106:108, uzyskał 8 punktów, 4 zbiórki, asystę oraz przechwyt.
15 grudnia w meczu przeciwko Phoenix Suns zerwał więzadło krzyżowe przednie w lewym kolanie, przez co opuścił resztę sezonu 2014/15.
14 lipca 2018 został zawodnikiem Chicago Bulls. 6 lutego 2019 w wyniku wymiany trafił do Washington Wizards.
11 lipca 2019 dołączył do Atlanty Hawks.
6 lutego 2020 trafił w wyniku wymiany do Sacramento Kings. 26 marca 2021 został zwolniony. 16 kwietnia zawarł umowę do końca sezonu z Boston Celtics. 17 października 2021 opuścił klub. Dwa dni później podpisał kolejną umowę z klubem. 7 stycznia 2022 został zwolniony.
7 sierpnia 2023 roku podpisał roczny kontrakt z FC Barceloną. W klubie zadebiutował w meczu z Joventut Badalona w 1.kolejce Ligi ACB, który FC Barcelona zwyciężyła 95-79, a sam Parker zdobył 13 punktów . 17 kwietnia 2024 roku przedłużył umowę z Dumą Katalonii do 30 czerwca 2026 roku . 16 marca 2025 roku zdobył 34 punkty w meczu z MoraBanc Andorra osiągając największą wartość punktową w jednym spotkaniu dla Barcelony od 2014 roku, kiedy to Jacob Pullen zdobył 42 punkty w meczu z CB Valladolid. 
Po zakończeniu rozgrywek w sezonie 2024/25 FC Barcelona i Parker postanowili przedwcześnie rozwiązać kontrakt za porozumieniem stron, rok przed wygaśnięciem umowy .
27 czerwca 2025 roku Partizan Belgrad ogłosił podpisanie kontraktu z Jabarim Parkerem na okres dwóch lat . 

## Osiągnięcia

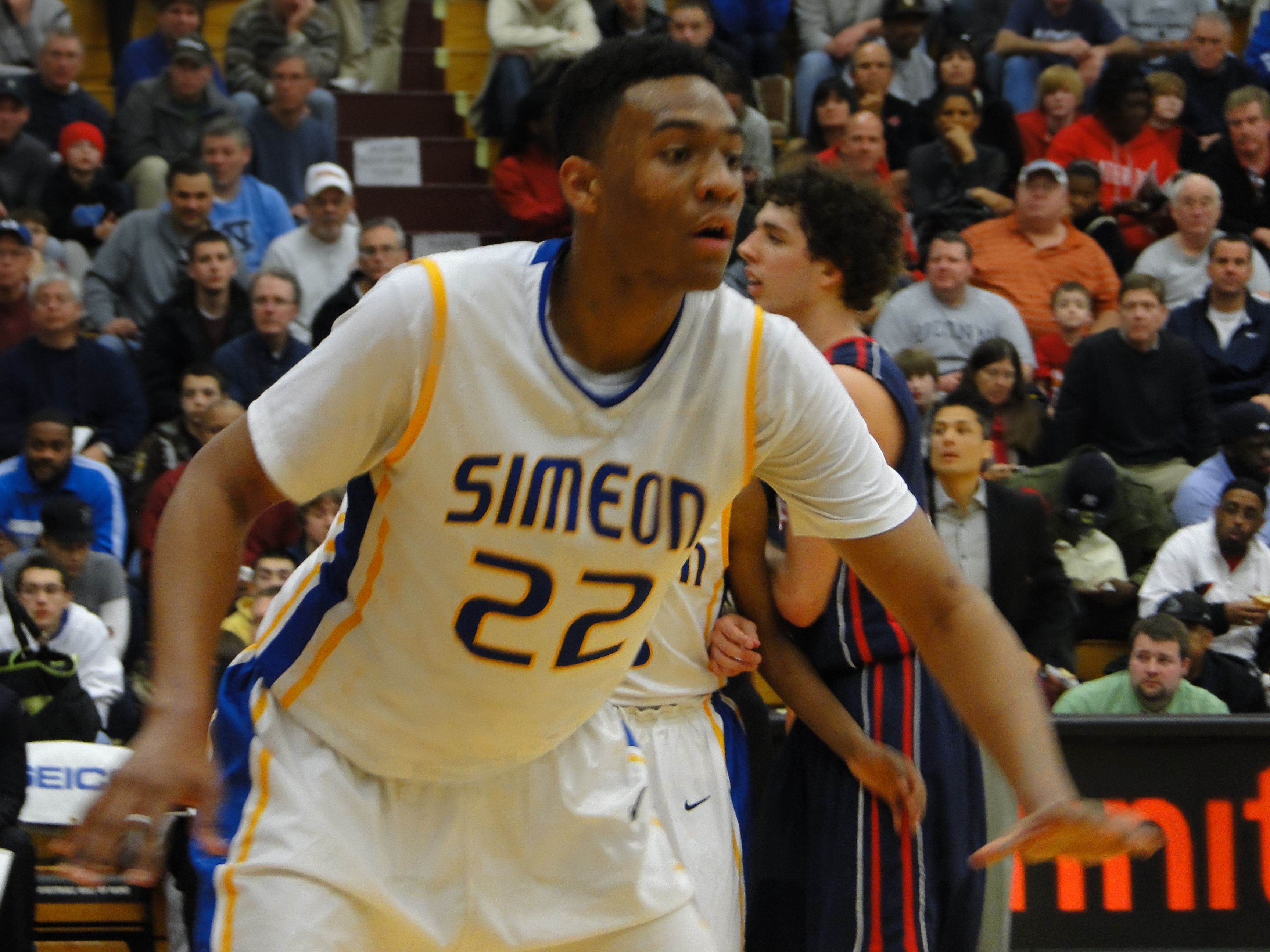
Parker w styczniu 2011

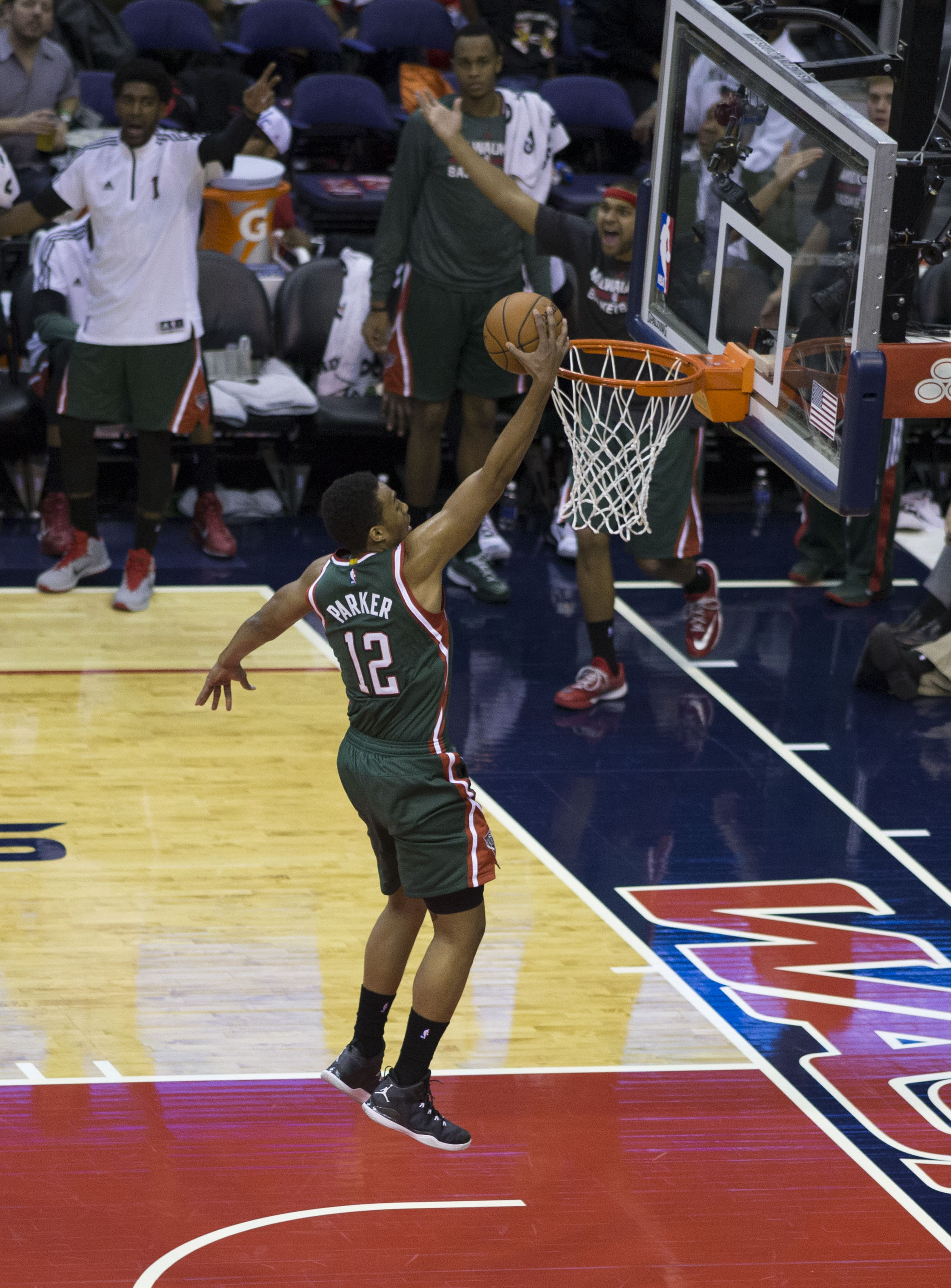
Parker zdobywający punkty w spotkaniu z Washington Wizards, w 2014.

Stan na 8 stycznia 2022, na podstawie, o ile nie zaznaczono inaczej.
NCAA
- Uczestnik turnieju NCAA (2014)
- Najlepszy pierwszoroczny zawodnik :
  - NCAA (2014)[20]
  - konferencji ACC (2014)[21]
- Zaliczony do:
  - I składu:
    - All-American (2014)
    - ACC (2014)
    - turnieju:
      - ACC (2014)
      - NIT Season Tip-Off (2014)

    - najlepszych pierwszorocznych zawodników ACC (2014)

NBA
- Uczestnik Rising Stars Challenge (2016)
- Debiutant miesiąca konferencji wschodniej NBA (listopad 2014)[22]

Reprezentacja
- Mistrz:
  - świata U–17 (2012)
  - Ameryki U–16 (2011)
  - turnieju Nike Global Challenge (2011)
- Koszykarz Roku - USA Basketball Male Athlete of the Year (2011)[23]
- MVP:
  - mistrzostw Ameryki U-16 (2011)
  - turnieju Nike Global Challenge (2011)
- Zaliczony do I składu:
  - mistrzostw Ameryki U-16 (2011)
  - turnieju Nike Global Challenge (2011)

Inne
- Członek USA Select Team (2016)